# Sverre Jordan

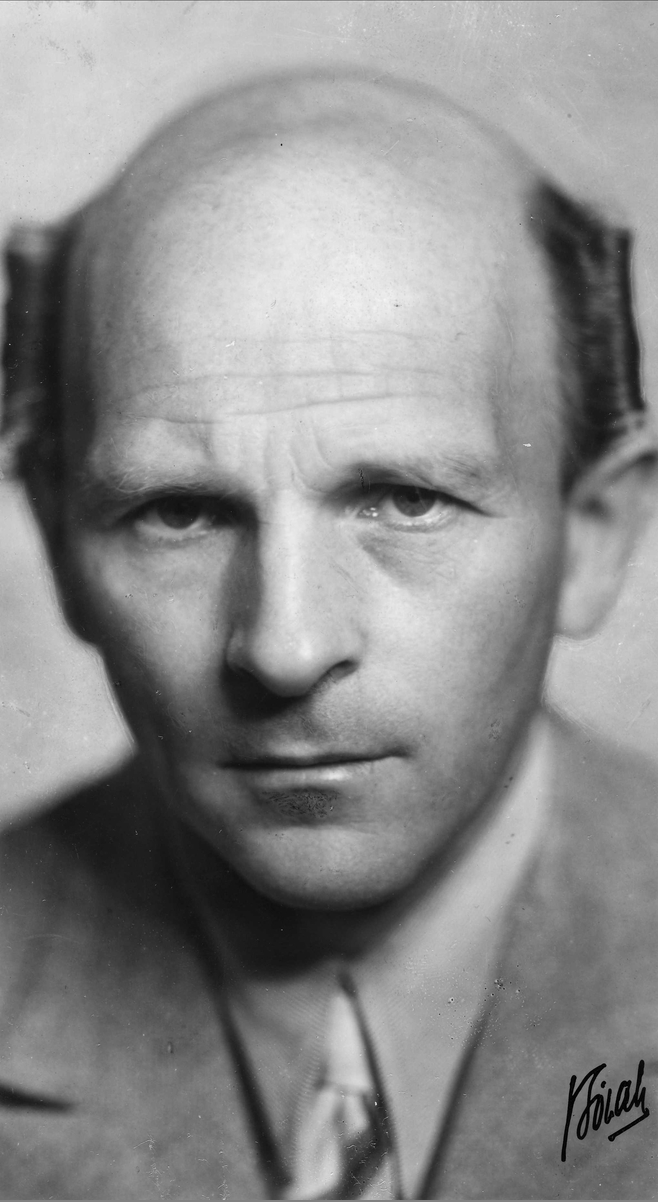
Sverre Jordan

Sverre Jordan (* 25. Mai 1889 in Bergen; † 10. Januar 1972 in Bergen) war ein norwegischer Komponist und Pianist.
Jordan studierte von 1907 bis 1914 in Berlin u. a. am Klindworth-Scharwenka Konservatorium und trat dann als Pianist auf. Von 1922 bis 1932 war er Chordirigent des Orchestervereins Harmonien in Bergen. Danach leitete er bis 1957 das Orchester des Nationaltheaters.
Er komponierte ein Melodram für Orchester, Orchestersuiten, zwei Klavierkonzerte, ein Cello-, ein Violin- und ein Hornkonzert, Schauspielmusiken, kammermusikalische Werke, Klavierstücke, Chorwerke und mehr als zweihundert Lieder.

## Quelle
- Alfred Baumgartner: „Propyläen Welt der Musik: die Komponisten“, Band 3, Berlin, Frankfurt 1989, ISBN 3-549-07833-1, S. 225

| Personendaten    | Personendaten                      |
| ---------------- | ---------------------------------- |
| NAME             | Jordan, Sverre                     |
| KURZBESCHREIBUNG | norwegischer Komponist und Pianist |
| GEBURTSDATUM     | 25. Mai 1889                       |
| GEBURTSORT       | Christiania                        |
| STERBEDATUM      | 10. Januar 1972                    |
| STERBEORT        | Bergen                             |